# NGC 932
NGC 932 este o galaxie spirală situată în constelația Berbecul. A fost descoperită în 29 noiembrie 1785 de către William Herschel. Se află la o distanță de 54,66 de megaparseci de Pământ.